# Bekova
Bekova (Servisch cyrillisch: Бекова) is een plaats in de Servische gemeente Novi Pazar. De plaats telt 116 inwoners (2002).